# Округ Томпкинс (Њујорк)
Округ Томпкинс (енгл. Tompkins County) је округ у америчкој савезној држави Њујорк. По попису из 2010. године број становника је 101.564.

## Демографија
Према попису становништва из 2010. у округу је живело 101.564 становника, што је 5.063 (5,2%) становника више него 2000. године.
| Група             | 2000.          | 2010.          |
| Белци             | 80.916 (83,8%) | 81.490 (80,2%) |
| Афроамериканци    | 3.508 (3,6%)   | 4.020 (4,0%)   |
| Азијати           | 6.943 (7,2%)   | 8.737 (8,6%)   |
| Хиспаноамериканци | 2.968 (3,1%)   | 4.264 (4,2%)   |
| Укупно            | 96.501         | 101.564        |